# Jhaukhel
Jhaukhel (nep. झौखेल) – gaun wikas samiti w środkowej części Nepalu w strefie Bagmati w dystrykcie Bhaktapur. Według nepalskiego spisu powszechnego z 2001 roku liczył on 1192 gospodarstw domowych i 6678 mieszkańców (3338 kobiet i 3340 mężczyzn).